# Comuna Hărmănești, Iași
Hărmănești (în trecut, Vascani) este o comună în județul Iași, Moldova, România, formată din satele Boldești, Hărmăneștii Noi și Hărmăneștii Vechi (reședința).

## Așezare
Comuna se află în partea de nord-vest a județului, pe malul stâng al Siretului. Este străbătută de șoseaua județeană DJ281C, care o leagă spre sud de Pașcani (unde se termină în DN28A), și spre nord-est de Todirești, Balș și Cotnari (unde se termină în DN28B).

## Demografie
Componența etnică a comunei Hărmănești
     Români (95,01%)
     Alte etnii (0,09%)
     Necunoscută (4,91%)
Componența confesională a comunei Hărmănești
     Ortodocși (91,08%)
     Penticostali (1,28%)
     Alte religii (2,26%)
     Necunoscută (5,38%)
Conform recensământului efectuat în 2021, populația comunei Hărmănești se ridică la 2.344 de locuitori, în creștere față de recensământul anterior din 2011, când fuseseră înregistrați 2.183 de locuitori. Majoritatea locuitorilor sunt români (95,01%), iar pentru 4,91% nu se cunoaște apartenența etnică. Din punct de vedere confesional, majoritatea locuitorilor sunt ortodocși (91,08%), cu o minoritate de penticostali (1,28%), iar pentru 5,38% nu se cunoaște apartenența confesională.

## Politică și administrație
Comuna Hărmănești este administrată de un primar și un consiliu local compus din 11 consilieri. Primarul, Ioan Secrieru[*], de la Partidul Național Liberal, este în funcție din 2008. Începând cu alegerile locale din 2024, consiliul local are următoarea componență pe partide politice:
|  | Partid                    | Consilieri | Componența Consiliului | Componența Consiliului | Componența Consiliului | Componența Consiliului | Componența Consiliului |
|  | ------------------------- | ---------- | ---------------------- | ---------------------- | ---------------------- | ---------------------- | ---------------------- |
|  | Partidul Național Liberal | 5          |                        |                        |                        |                        |                        |
|  | Partidul PRO România      | 4          |                        |                        |                        |                        |                        |
|  | Partidul Social Democrat  | 2          |                        |                        |                        |                        |                        |

## Istorie
La sfârșitul secolului al XIX-lea, comuna purta denumirea de Văscani făcea parte din plasa Siretul de Sus a județului Suceava și era formată din satele Vascani, Boldești, Hărmănești, Todirești-Bălușești, Stroești și Laiu, având în total 2720 de locuitori. Existau în comună trei școli mixte, cinci biserici ortodoxe românești și una lipovenească. Anuarul Socec din 1925 consemnează separarea unor sate care au format comuna Stroești, comuna Vascani rămânând cu satele Boldești, Hărmăneștii Noi, Hărmăneștii Vechi și Vașcani, care făcea parte din plasa Lespezi a aceluiași județ și în care trăiau 3258 de locuitori. În 1931, comuna a primit denumirea de Hărmănești; ea făcea parte din județul Baia.
În 1950, comuna a fost arondată raionului Pașcani din regiunea Iași. În 1968, ea a trecut la județul Iași și a fost imediat desființată, satele ei trecând la comuna Todirești, cu excepția satului Vascani, care a trecut la comuna Ruginoasa. Comuna a fost reînființată în 2004, când satele ei actuale s-au desprins din comuna Todirești.